# 可朱渾天和
可朱渾天和（6世纪—560年4月4日），可朱渾氏，東魏、北齊大臣。
北魏朔州刺史樂陵公可朱渾昌（字買奴）之子，北齊太傅太師扶風忠烈王可朱渾元（字道元）之弟。可朱渾天和因其兄可朱渾元功勛重大，娶高歡之女東平公主为妻，赐爵宜安鄉男。齊文宣帝时，加駙馬都尉，官至領軍大將軍、開府儀同三司，封成皋郡公。文宣帝死後，廢帝高殷即位，加特进，改封博陵郡公。他曾説：“如果不殺了常山王高演、長廣王高湛二王，少主决不可能平安執政。”高演、高湛兵變，其時可朱渾天和以領軍大將軍身份職掌禁衛，但是被高歸彥輕易奪取兵權。孝昭帝高演政變成功後，可朱渾天元與杨愔、燕子獻、鄭子默、宋欽道旋被殺，其子孫也被一併處死。